# Michael Aris
Michael Vaillancourt Aris, né le 27 mars 1946 à La Havane (Cuba) et mort le 27 mars 1999 à Oxford au Royaume-Uni), est un spécialiste reconnu de la culture du Bhoutan, du Tibet, et de l'Himalaya qui a écrit de nombreux livres sur le bouddhisme de ces régions. Il fut le mari de Aung San Suu Kyi, femme politique birmane, de 1972 jusqu'à sa mort.

## Biographie
Après avoir fait des études à la Worth School dans le Sussex de l'Ouest et obtenu son diplôme en histoire moderne à l'université de Durham en 1967, Aris passe six ans en tant que professeur particulier des enfants de la famille royale du royaume himalayen du Bhoutan. 
Aris est un universitaire et lecteur en histoire de l'Asie à Oxford, d'abord à St John's College puis à St Antony's College. Les dernières années avant sa mort, il participe à l'établissement d'un centre spécialisé d'études tibétaines et himalayennes à Oxford. 
Le frère jumeau monozygote de Michael Aris, Anthony Aris, est devenu de façon similaire un universitaire d'études tibétaines, et a fondé les éditions Serindia s'efforçant de rendre accessibles aux publics actuels l'histoire et la culture tibétaines.

## Aung San Suu Kyi
Aung San Suu Kyi s'installe en Angleterre, où elle suit un cursus de philosophie, politique et économie au St Hugh’s College d'Oxford de 1964 à 1967. Elle termine ses études par un doctorat à l'École des études orientales et africaines (SOAS) de Londres.
En 1972, Michael Aris épouse Aung San Suu Kyi, qu'il a rencontrée à Oxford alors qu’il étudiait les civilisations tibétaines. En 1973, Suu Kyi donne naissance à leur premier enfant, Alexander Aris, à Londres. En 1977, ils ont un second enfant, Kim, né à Oxford. Suu Kyi vit alors entre le Royaume-Uni et le Bhoutan où elle demeure pendant un an alors que Michael Aris y poursuit une étude sur l’Himalaya et le Tibet. La famille s'installe dans le North Oxford (en) où ils élèvent leurs deux enfants. 
Pendant ce temps, Michael Aris effectue des études de troisième cycle à l'École des études orientales et africaines de Londres et obtient un doctorat en littérature tibétaine en 1978. En 1988, Suu Kyi retourne en Birmanie dans un premier temps pour voir sa mère mais plus tard pour mener un mouvement pro-démocratie. Suu Kyi est placée en résidence surveillée dès le 20 juillet 1989. Le St John's College donne à Aris un congé prolongé comme fellow avec un salaire plein pour qu'il puisse faire valoir la cause de sa femme. 
En 1997, les médecins diagnostiquent chez lui un cancer de la prostate en phase terminale. Des appels de plusieurs pays, dont les États-Unis, et de personnalités et organisations éminentes, parmi lesquelles le secrétaire général de l'ONU Kofi Annan et le pape Jean-Paul II, sont envoyés aux autorités birmanes pour octroyer à Michael Aris un visa. 
Le gouvernement birman ne lui accorde pas de visa pour se rendre en Birmanie, sous prétexte qu'ils n'ont pas les équipements pour le soigner, et exhortant plutôt Aung San Suu Kyi à quitter le pays pour lui rendre visite. Elle est à ce moment-là temporairement libre de sa résidence surveillée mais ne veut pas partir, craignant de ne plus être autorisée à revenir en Birmanie.
Il est mort le jour de son 53e anniversaire le 27 mars 1999 d'un cancer de la prostate. Depuis que sa femme a été placée pour la première fois en résidence surveillée en 1989, il n'a pu la voir que cinq fois, et pour la dernière, à Noël 1995.
Il avait été élu membre correspondant de l'Académie royale des sciences d'outre-mer, Classe des sciences morales et politiques, en 1995.

## Publications
- (fr) Aung San Suu Kyi et Michael Aris Se libérer de la peur, Édition des Femmes, 1991,  (ISBN 2-7210-0423-9)
- (en) Freedom from Fear and Other Writings: Revised Edition (Paperback) par Aung San Suu Kyi (auteur), Václav Havel (Foreword), Desmond M. Tutu (Foreword), Michael Aris (éditeur). Penguin (Non-Classics); Rev Sub edition (1er mars 1996).  (ISBN 978-0-14-025317-7).
- (en) Tibetan Studies in Honour of Hugh Richardson. Édité par Michael Aris et Aung San Suu Kyi. Préface de Michael Aris. (1979). Vikas Publishing house, New Delhi.
- (en) « Notes on the History of the Mon-yul Corridor » dans Tibetan Studies in Honour of Hugh Richardson, p. 9-20. Édité par Michael Aris et Aung San Suu Kyi. (1979). Vikas Publishing house, New Delhi.
- (en) Hidden Treasures and Secret Lives: A Study of Pemalingpa (1450-1521) and the Sixth Dalai Lama (1683-1706) (1450-1521 and the Sixth Dalai Lama). Kegan Paul; 1re édition (mai 1989).  (ISBN 978-0-7103-0328-8).
- (en) The Raven Crown: The Origins of Buddhist Monarchy in Bhutan (Hardcover). Serindia Publications (1er octobre 2005).  (ISBN 978-1-932476-21-7).
- (en) Lamas, Princes, and Brigands: Joseph Rock's Photographs of the Tibetan Borderlands of China. Joseph F. Rock (auteur), Michael Aris (éditeur). 1re édition 1982. Reprint: China House Gallery. China Institute in America (juin 1992).  (ISBN 978-0-295-97209-1).
- (en) Bhutan, the Early History of a Himalayan Kingdom. (Aris & Phillips Central Asian Studies) (Paperback). Aris & Phillips (mai 1979).  (ISBN 978-0-85668-199-8).
- (en) Views of Medieval Bhutan: The Diary and Drawings of Samuel Davis 1783 (Hardcover). Roli Books International (1982).
- (en) High Peaks, Pure Earth: Collected Writings on Tibetan History and Culture (Paperback) par Hugh Richardson (auteur), Michael Aris (auteur). Serindia Publications (octobre 1998).  (ISBN 978-0-906026-46-5).
- (en) Ceremonies of the Lhasa Year (Heritage of Tibet) (Paperback) by Hugh Richardson (auteur), Michael Aris (éditeur). Serindia Publications (juin 1994).  (ISBN 978-0-906026-29-8).
- (en) Sources for the history of Bhutan (Wiener Studien zur Tibetologie und Buddhismuskunde) (Unknown Binding). Arbeitskreis für Tibetische und Buddhistische Studien, Universität Wien (1986).
- (en) Tibetan studies and resources in Oxford. (6 pages - pas d'édition)